# رولینز (وایومینگ)
رولینز(به انگلیسی: Rawlins) شهری در ایالت وایومینگ کشور ایالات متحده آمریکا است که جمعیت آن در سرشماری سال ۲۰۱۰ میلادی، ۹٬۲۵۹ نفر بوده‌است.